# 1672

## أحداث
- حصار كامينيتس في الفترة ما بين 18 أغسطس و27 أغسطس.
- بداية الحرب البولو–عثمانية في 1672 والتي انتهت في 1676.
- تولي السلطان مولاي إسماعيل زمام حكم الدولة العلوية

## مواليد
- بطرس الأكبر
- زيدان بن إسماعيل، أمير علوي مغربي.

## وفيات
- الرشيد بن علي الشريف
- ابن بلبان الحنبلي